# Peperomia trichophylla
Peperomia trichophylla là một loài thực vật có hoa trong họ Hồ tiêu. Loài này được Baker mô tả khoa học đầu tiên năm 1885.